# Ahmet Necdet Sezer
Ahmet Necdet Sezer (ur. 13 września 1941 w Afyonkarahisarze) – turecki prawnik, przewodniczący Trybunału Konstytucyjnego (1998) prezydent Turcji w latach 2000–2007.

## Życiorys
W 1958 ukończył szkołę średnią, a w 1962 prawo na Uniwersytecie w Ankarze. Odbył na tej uczelni również studia podyplomowe z prawa cywilnego. Po zakończeniu służby wojskowej i uzyskaniu uprawnień zawodowych orzekał jako sędzia w różnych sądach. W 1983 powołany w skład Sądu Kasacyjnego, w którym pracował w izbie cywilnej. Od września 1988 do września 1998 pełnił funkcję sędziego Trybunału Konstytucyjnego, od stycznia 1998 do końca kadencji w tym samym roku sprawował urząd przewodniczącego tej instytucji.
W 2000 partie koalicji kierowanej przez Bülenta Ecevita wysunęły jego kandydaturę na stanowisko prezydenta. 5 maja Wielkie Zgromadzenie Narodowe Turcji wybrało go na ten urząd. Siedmioletnią kadencję rozpoczął 16 maja tegoż roku. Upłynęła po siedmiu latach, funkcję prezydenta Ahmet Necdet Sezer pełnił jednak do 28 sierpnia 2007, kiedy to zaprzysiężony został Abdullah Gül.
Żonaty z Semrą Sezer, ojciec trójki dzieci.

## Odznaczenia
- Krzyż Wielki z Łańcuchem Orderu Krzyża Ziemi Maryjnej (Estonia, 2002)[4]